# 日本音響家協会
日本音響家協会（にほんおんきょうかきょうかい、英: Sound Engineers & Artists Society of Japan）は演劇、音楽、放送の音響を創造する芸術家と劇場やホールなどの演出空間を設計する技術者たちが個人の資格で参加している団体。現在、一般社団法人となっている。

## 経緯
1975年（昭和50年）に「舞台音響技術向上会」が設立され、舞台、放送、メーカーなどの関係者が集まって、プロ音響に関する勉強会を開始。
1976年（昭和51年）に国立劇場で開催された文化庁主催の「地方文化施設技術職員研修会」を契機に、この研修会で知り合った公共ホールの音響技術者有志により「舞台音響技術向上会」を発展的解消させて、1977年（昭和52年）2月1日に劇場と公共ホールの音響技術者、放送や録音のエンジニア、更に音響機器や劇場音響設備の設計技術者を加え、プロ音響に携わるあらゆるエンジニアとアーチストの総合団体として任意団体「日本音響家協会」が設立された。
2008年12月1日、法人格を「有限責任中間法人」から「一般社団法人」に移行。
2020年（令和2年）度は新型コロナウイルスの流行によって、多くの舞台等で働く音響技術者等の仕事を失ったことから、収入源となった会員の年会費を免除、また機関誌広告料半額などの対応を行なっている。また、従来からテレワークによる運営をしているが、理事会や支部運営会もWeb会議で実施し、音響家技能認定講座のサウンドシステムチューナコースとベーシックコースは文化庁の令和2年度活動継続・技能向上等事業費補助金によりオンラインで開催している。

## 主な事業
音響家技能認定講座／音響技術者能力検定
1990年（平成2年）に開始。優秀な舞台技術者の育成のため、1990年（平成2年）から舞台芸術の創造に携る音響家の技巧と芸術的表現力を訓練するための「音響家技能認定講座」を実施している。1997年（平成9年）からは、この講座の終了後に実施する試験で音響技術者の能力を査定して、資格を与えている。
日本音響家協会賞
2000年（平成12年）4月1日に制定。技巧・活動・芸術作品制作・機器開発などで音響分野の進歩と発展、ならびに音響家の繁栄に大きく寄与した者に贈る賞。
優良ホール100選
2000年（平成12年）4月に制定。全国には2,500以上もの劇場とホールがあるが、その中には使いものにならない設備の施設、応対の悪い運用スタッフのいるホールもある。この認定制度は、評判の悪いホールを非難するのではなく、優秀な運用スタッフのいるホールを称えて公表することで、やがては全国のホールが地域住民から愛されるようになることを目指しての制度。